# Horváth Gita
Horváth Gita (Kispest, 1939. május 12. –) író.

## Családja
Apai ágon felmenői között volt számadó juhász, uradalmi cselédlány természetes fia, földműves, napszámos: Baritzák, Diószegik, Horváthok, Takátsok. Anyai ágon felmenői osztrákok, kremsi őssel rendelkező vasútépítő, tengerész altiszt, bécsi polgár, nemesi rangot kapott alsó-bajorországi család virilista leszármazottja, Frischauf, Goetz, Rubesch, Lang nevekkel.
Első férje: dr. Nagy György pszichológus, aki a gimnáziumi tanára volt (1961).
Második férjével, Hável László színésszel Gera Zoltán pantomimtársulatában találkozott (1963-1965).
Harmadik férje :Kertész Ákos író, aki őt írta meg a Makra Vali alakjában. Miután elvált az írótól, az a Makra második kiadásától levettette az ajánlást: Valinak – Horváth Gitának ajánlom (1966-1971).
Gyermeke Kertész Katalin Barbara.

## Tanulmányai
- Landler Jenő Általános Gimnázium – orosz tagozat (1954-1957)
- ELTE filozófia-pszichológia szak - vendéghallgató (1957/58)
- Gyógypedagógiai Tanárképző Főiskola – gyógypedagógiai tanár (1959-1963)

### Tanfolyamok
- Barlanghy István pantomimstúdiója
- Varga Imre szobrászművész rajzstúdiója
- Magyar Rádió – bemondói tanfolyam
- ÁFOR – benzinkútkezelői tanfolyam
- ATI – hivatásos gépjárművezetői tanfolyam

## Munkahelyei
- KOLOR Kelmefestő Szövetkezet – kelmefestő
- GANZ-MÁVAG Mozdony- Vagon- és Gépgyár – bérelszámoló
- VI. Ker. Vendéglátóipari Vállalat – felszolgáló
- Egri Siketnémák Intézete – gyógypedagógiai tanár
- XIII. Kerületi Kisegítő Iskola – gyógypedagógiai tanár
- Áfor – Ásványolajforgalmi Vállalat: műegyetem rakparti, leányfalui benzinkút – kútkezelő
- Magvető Könyvkiadó; Rakéta Regényújság – képszerkesztő
- Magyar Rádió – szerkesztő-műsorvezető
- Népszava Lap- és Könyvkiadó – felelős szerkesztő
- ORIENT Vállalkozó Kisszövetkezet – könyvkiadó vezető
- Miskolci Nemzeti Színház; Színházi Esték – főszerkesztő

## Pályafutása
Első mesekönyvét, a Pulimesét maga rajzolta. 1969-ben jelent meg a Móra Könyvkiadónál. A mesekönyvvel rendkívüli felvételt nyert a Művészeti Alapba. Második könyve, a Pöpöpapa és a kutyákok meseregény. Würtz Ádám rajzaival 1970-ben adta ki a Móra. 
Első novelláját 1971-ben közölte a Mozgó Világ irodalmi folyóirat. Az Élet és Irodalom irodalmi lapban 1972-ben debütált a Mese Kainról, Ábelről, meg magáról az Úrról című novellájával. (Az Új ember katolikus lap azonnal elmarasztaló kritikát írt a novelláról.)
Ezután rendszeresen jelentek meg novellái, tárcái.
Az Azértse kisregényét 1973-ban adta ki a Magvető Könyvkiadó a szokásos példányszám háromszorosában. Ekkor vége is lett a sikeresen induló pályának, negyven évig egyetlen szépírói sora nem jelenhetett meg nyomtatásban.
A kisregény pillanatok alatt elfogyott, a kamaszok bibliája lett, olvasók, művész kollégák dicsérték. De a honi hivatalos kritika – Élet és Irodalom, Kortárs, Alföld, Napjaink – egyhangúlag kiáltotta ki nagyon rossz könyvnek. – „Ha egy címmel akarok jellemezni, akkor egy nagyon rossz könyv, az Azértse címét vettem kölcsön.” (Napjaink, 1975)
Határon túlról, Szabadkáról Dési Ábel író, költő, esztéta viszont azt írta: „Én főleg azért olvastam el, mert olvastam erről egy igen rosszmájú kritikát, és úgy éreztem, itt valami nincs rendben. Nagyon tetszett. Néhány barátomat is rávettem, olvassák el a könyvet és azoknak is tetszett a regény. Könyvéről írni fogok” – állt a levélben.
A 7 Nap vajdasági hetilapban októberben jelent meg a Düh és mosoly, Dési Ábel kritikája. „Ritkán történik meg, hogy egy fiatal író első könyvével mint érett és eredeti alkotó lép elénk… Az első személyben szubjektíven előadott történet külön érdekessége az eredeti, friss hang, a közvetlen, nyílt beszéd… Horváth Gita lázadó és elégedetlen. Ezt nemcsak témájával és irodalmi nyelvezetével fejezi ki, hanem a maga sokszor meghökkentő, groteszk, szatirikus hangvételével is. Csípős hangja modern irodalmi eszközökkel párosul… Képzeljük el Tersánszky Józsi Jenőt mint harmincéves fiatal írót a mai világban, és tetejébe mint fiatal, dühös írónőt. Lehet, hogy akkor valami hasonló jelenség jönne létre, mint Horváth Gita esetében… Horváth Gita eléggé bátor ahhoz, hogy meglelje a maga új olvasóit és későbbi kitartó híveit is. Ezért mi is további bátorságot és kitartást kívánunk további útjához. – És erre bőségesen szüksége is lesz majd.”
A Magvető Könyvkiadó igazgatója 1972. március 10-én kelt levelét így kezdte: „Asszonyom! Köszönöm, hogy megtisztelt bizalmával, és kérte kéziratának elolvasását. Véleményem a mellékelt szerződéssel fejezem ki.” Az "Azértse" című könyvet a megszokottnál háromszor nagyobb példányszámban adta ki, az írót felvette a Rakéta Regényújság kezdő csapatába, a második könyvére „látatlanban” szerződött De 1975 decemberében az író támogatását – a híres hármas Támogatott, Tűrt, Tiltottból – tiltásra cserélte.,
Az Élet és Irodalom a nyomdából vette vissza a Mese Máriáról című novelláját, mely a karácsonyi számban jelent volna meg.
1976-ban a BM pályázatot hirdetett tévérajzfilm-sorozatra. A pályázatot Horváth Gita elismert meseírók előtt nyerte meg a Pityke őrmesterrel. A forgatókönyvek fél év alatt elkészültek. A TV Ifjúsági Osztályának vezetője ekkor kijelentette, csak akkor ad műsoridőt, ha Horváth Gitát kiteszik a produkcióból.
A 41 évig tartó szépírói szilencium Dési Ábel óvó félelmeit igazolta.
Ezután egyetlen kiadó, egyetlen irodalmi lap sem fogadta el a kéziratait. Így a Magyar Rádiónak és a Magyar Televíziónak dolgozott. De minden eredeti ötletéből megvalósított munkája, sorozata sikeres kezdetek után indokolatlanul megszűnt, némelyik más névvel, más munkatársakkal született újjá. A hatalom törvényszerűen utolérte a funkcionáriusai lojalitásán keresztül. 2014-ben jelent meg a második felnőtt regénye, az Azértis. A Magyar Hollywood Tanács kiadásában 2024-ben jelent meg A Butaság laposra veri a Földet. Cseszd meg! című regénye.
A Magyar Alkotóművészeti Közalapítvány (MAK, volt MNMA) tagja.

## Írói munkássága

### Könyvek
- Pulimese - mesekönyv, szöveg és rajz (Móra, Bp. 1969) - E-book  (MEK, Bp. 2022)
- Pöpöpapa és a kutyákok – meseregény. Rajz: Würtz Ádám (Móra, Bp. 1970) E-book (MEK, Bp. 2022)
- Azértse – kisregény (Magvető, Bp. 1973) - E-book (MEK, Bp. 2022)
- Azértis – regény (K.u.K., Bp. 2014) - E-book (MEK, Bp. 2022)
- Szerelem a hatalom árnyékában - esszék (MEK, Bp. 2022)
- A Butaság laposra veri a Földet. Cseszd meg! (Magyar Hollywood Tanács, Bp. 2024)

### Novellák, tárcák, esszék
- Nehogy kimaradjak valamiből – novella (Mozgó Világ, 1971)
- b-moll – regényrészlet (Kortárs, 1972)
- Mese Kainről, Ábelről meg magáról az úrról – novella (Élet és Irodalom, 1972)
- Mese Ábrahámról – novella (Élet és Irodalom, 1974)
- Hamuban sült pogácsa – tárcák: Bí; R.M.D.G; Zsennye, október; A váza (Élet és Irodalom, 1974)
- Reggel, a Mama – esszé (Élet és Irodalom, 1983)
- Csálé úr; Bodri; Szigligeti ősz; Én csak egy buta nű vagyok – tárcák (Új Tükör, 1985/86)
- Szerelmese – esszé (Népszava Évkönyv, 1987)
- M.I.M.I – Magyar Menedzser Iroda – publicisztika (Élet és Irodalom, 1988)
- A szeretet soha el nem múlik; Az igazi; Árulkodó féltékenység; Prűdnek pornó – pornónak prűd; Szex; Öt hatalom – novellák (C.E.T. Central European Time, 1993-1995)
- Tiltott gyümölcsök; A köz véleménye; Nicsak, ki komcsizik itt? – publicisztikák (Magyar Hírlap, 2001/2002)
- Kis ország nagy bottal jár; A koszos zokni esete; Mancsország; Ősünk: Káin; Szelfméd men; A mihaszna meg a bársonyszék – publicisztikák (’68 óra, 2001-2003)

### Színdarabok
- Piszke és Ribizke – zenés mesejáték (Országjáró Színtársulat, 1985-2000)
- Pöpöpapa és a kutyákok – bábjáték (Kecskeméti Ciróka Bábszínház, 2002-2008)

### Hangjátékok
- Este hét után (MR. Irodalmi osztály, 1974)
- Piszke és Ribizke (MR. Ifjúsági osztály, 1978)
- Azértse (MR. Szórakoztató Osztály, 1994)

## Televíziós munkássága
- Műsorkalauz – sorozat, író, szerkesztő, műsorvezető (1971)
- Mandula mese – tévéjáték, író (1973)
- Pityke őrmester – sorozat, ötletadó író, forgatókönyvíró (1976. Sugárzás 1981-től)
- Szerelmese I. – sorozat, író, szerkesztő, műsorvezető (1992/1993)
- Pajkos kakas – sorozat, forgatókönyvíró, műsorvezető (1993)
- Diszkó az Uralban – dokumentum film, forgatókönyvíró, riporter (1993)
- Szerelmese II. – sorozat, író, szerkesztő, műsorvezető + főcímzene (1995)
- Édes semmittevés - sorozat Kína, Izrael, Anglia, Indonézia, Svájc, Marokkó, Libanon, Peru, Olaszország nagyköveteivel, író, szerkesztő, műsorvezető + díszlet (1997/1998)

## Rádiós munkássága
- Irigylem a lányomat – író, előadó ( Szórakoztató Osztály, 1983)
- Reggel a Mama – író, előadó (Szórakoztató Osztály, 1983)
- Az én emlékkönyvem – sorozat, szerkesztő, riporter (KAF. Honismeret, 1982-1986)
- Boldog születésnapot! – sorozat, szerkesztő, riporter (KAF. Honismeret, majd Szórakoztató Osztály 1983-1986)
- Volt, lesz… - sorozat, szerkesztő (Szórakoztató Osztály, 1983)
- Én csak egy buta nő vagyok – sorozat, író, előadó (Szórakoztató Osztály, 1989-1992)
- Héttoronyban – sorozat, író, előadó (Szórakoztató Osztály, 1990-1992)
- Szerelmetes éjszakák – éjszakai élőadás sorozat, szerkesztő, műsorvezető (Szórakoztató Osztály, 1993/1994)

## Grafikus munkássága
- Pulimese (1969)
- Disznólkodni szabad – Lőwy Árpád versei – illusztráció (1989)
- Kínai tusképek – önálló kiállítás (Budapest, 1997)
- Sogni della mia infanzia – résztvevő (V. Biennale D’Arte Giuliana, Trieszt, 1998)
- Tao – önálló kiállítás (Gárdony, 2001)
- Fekete-fehér madarak – önálló kiállítás (Gárdony, 2002)
- Bamboo – meghívott résztvevő (Székesfehérvár, 2007)
- Libbenő ecset, emo-kori gésák főhajtása Bokor Balázs haikui előtt – önálló kiállítás (2014)
- Saatchi Art Online Gallery – résztvevő
- Pajkos pipacsok (Bokart Vision – Virtuális Galéria)